# Riccardia
Riccardia es un género de musgos hepáticas perteneciente a la familia Aneuraceae. Comprende 386 especies descritas y de estas solo 216 aceptadas.

## Taxonomía
El género fue descrito por  Samuel Frederick Gray y publicado en A Natural Arrangement of British Plants 1: 679. 1821. La especie tipo es: Riccardia multifida (L.) Gray. 

## Algunas especies
- Riccardia aberrans (Stephani) Gradst.
- Riccardia adglutinata A. Evans
- Riccardia aequicellularis (Stephani) Hewson
- Riccardia aequitexta (Stephani) E. A. Br.
- Riccardia aeruginosa Furuki
- Riccardia agumana Hewson